# نتائج منتخب البحرين لكرة القدم في 2009
تفاصيل هذه المقالة عن نتائج مباريات منتخب البحرين لكرة القدم في عام 2009.

## النتائج
| التاريخ   | البطولة                                                | المكان     | المستضيف      | النتيجة | الضيف          | هدافو البحرين                                                                        |
| --------- | ------------------------------------------------------ | ---------- | ------------- | ------- | -------------- | ------------------------------------------------------------------------------------ |
| 4 يناير   | كأس الخليج العربي لكرة القدم 2009                      | مسقط       | العراق        | 3:1     | البحرين        | عبد الله عمر 28' · سيد محمد عدنان 69' · صالح الدخيل 90+2'                            |
| 7 يناير   | كأس الخليج العربي لكرة القدم 2009                      | مسقط       | الكويت        | 0:1     | البحرين        |                                                                                      |
| 10 يناير  | كأس الخليج العربي لكرة القدم 2009                      | مسقط       | عمان          | 0:2     | البحرين        |                                                                                      |
| 21 يناير  | تصفيات كأس آسيا 2011                                   | هونغ كونغ  | هونغ كونغ     | 3:1     | البحرين        | إسماعيل عبد اللطيف 10' · عبد الله فتاي 37' · سلمان عيسى 87'                          |
| 28 يناير  | تصفيات كأس آسيا 2011                                   | الرفاع     | البحرين       | 0:1     | اليابان        | سلمان عيسى 24'                                                                       |
| 4 فبراير  | ودية                                                   | دبي        | البحرين       | 2:2     | كوريا الجنوبية |                                                                                      |
| 11 فبراير | تصفيات آسيا لكأس العالم لكرة القدم 2010                | طشقند      | أوزبكستان     | 1:0     | البحرين        | محمود عبد الرحمن 90+4'                                                               |
| 23 مارس   | ودية                                                   | الرفاع     | البحرين       | 2:5     | زيمبابوي       | محمود عبد الرحمن محمد سالمين فوزي عايش جيسي جون أوكوونوان عبد الله فتاي              |
| 28 مارس   | تصفيات آسيا لكأس العالم لكرة القدم 2010                | سايتاما    | اليابان       | 0:1     | البحرين        |                                                                                      |
| 1 أبريل   | تصفيات آسيا لكأس العالم لكرة القدم 2010                | الرفاع     | البحرين       | 0:1     | قطر            | فوزي عايش 51'                                                                        |
| 31 مايو   | ودية                                                   | الرفاع     | البحرين       | 1:3     | الكونغو        | أحمد حسن 4' · فوزي عايش 43' · علي سيد عيسى 68'                                       |
| 3 يونيو   | ودية                                                   | الرفاع     | البحرين       | 0:4     | الأردن         | محمد سالمين 15' · عبد الله عمر 54' · إسماعيل عبد اللطيف 66', 76'                     |
| 10 يونيو  | تصفيات آسيا لكأس العالم لكرة القدم 2010                | سيدني      | أستراليا      | 0:2     | البحرين        |                                                                                      |
| 17 يونيو  | تصفيات آسيا لكأس العالم لكرة القدم 2010                | الرفاع     | البحرين       | 0:1     | أوزبكستان      | محمود عبد الرحمن 74'                                                                 |
| 12 أغسطس  | المعسكر الأوروبي - ودية                                | فيينا      | لومبارد بابا  | 0:2     | البحرين        |                                                                                      |
| 16 أغسطس  | المعسكر الأوروبي - ودية                                | كابفينبيرغ | إنتر ميلان    | 0:1     | البحرين        |                                                                                      |
| 18 أغسطس  | المعسكر الأوروبي - ودية                                | كابفينبيرغ | أوستريا فيينا | 3:3     | البحرين        |                                                                                      |
| 26 أغسطس  | ودية                                                   | الرفاع     | البحرين       | 1:2     | كينيا          | حسين علي ,                                                                           |
| 31 أغسطس  | ودية                                                   | الرفاع     | البحرين       | 2:4     | إيران          | محمود عبد الرحمن 10 ' · إسماعيل عبد اللطيف 27' · سلمان عيسى 54' · سيد محمد عدنان 90' |
| 5 سبتمبر  | تصفيات آسيا لكأس العالم لكرة القدم 2010 - الدور الخامس | الرفاع     | البحرين       | 0:0     | السعودية       |                                                                                      |
| 9 سبتمبر  | تصفيات آسيا لكأس العالم لكرة القدم 2010 - الدور الخامس | الرياض     | السعودية      | 2:2     | البحرين        | جيسي جون أوكوونوان 42' · إسماعيل عبد اللطيف 90+4'                                    |
| 10 أكتوبر | تصفيات كأس العالم لكرة القدم 2010 (الملحق القاري)      | الرفاع     | البحرين       | 0:0     | نيوزيلندا      |                                                                                      |
| 6 نوفمبر  | ودية                                                   | الرفاع     | البحرين       | 1:5     | توغو           |                                                                                      |
| 14 نوفمبر | تصفيات كأس العالم لكرة القدم 2010 (الملحق القاري)      | ويلينغتون  | نيوزيلندا     | 0:1     | البحرين        |                                                                                      |
| 18 نوفمبر | تصفيات كأس آسيا 2011                                   | الرفاع     | البحرين       | 0:4     | اليمن          |                                                                                      |